# اس‌تی‌ام ۳۲
اس‌تی‌ام ۳۲ (STM32) خانواده‌ای از ریزکنترل‌گرها است که شرکت اس‌تی‌مایکروالکترونیکس آن‌ها را از سال ۲۰۰۷ تولید می‌کند. این ریزکنترلگرها بر اساس معماری آرم طراحی شده‌اند و از هستهٔ پردازشی ۳۲ بیتی بهره می‌برند.

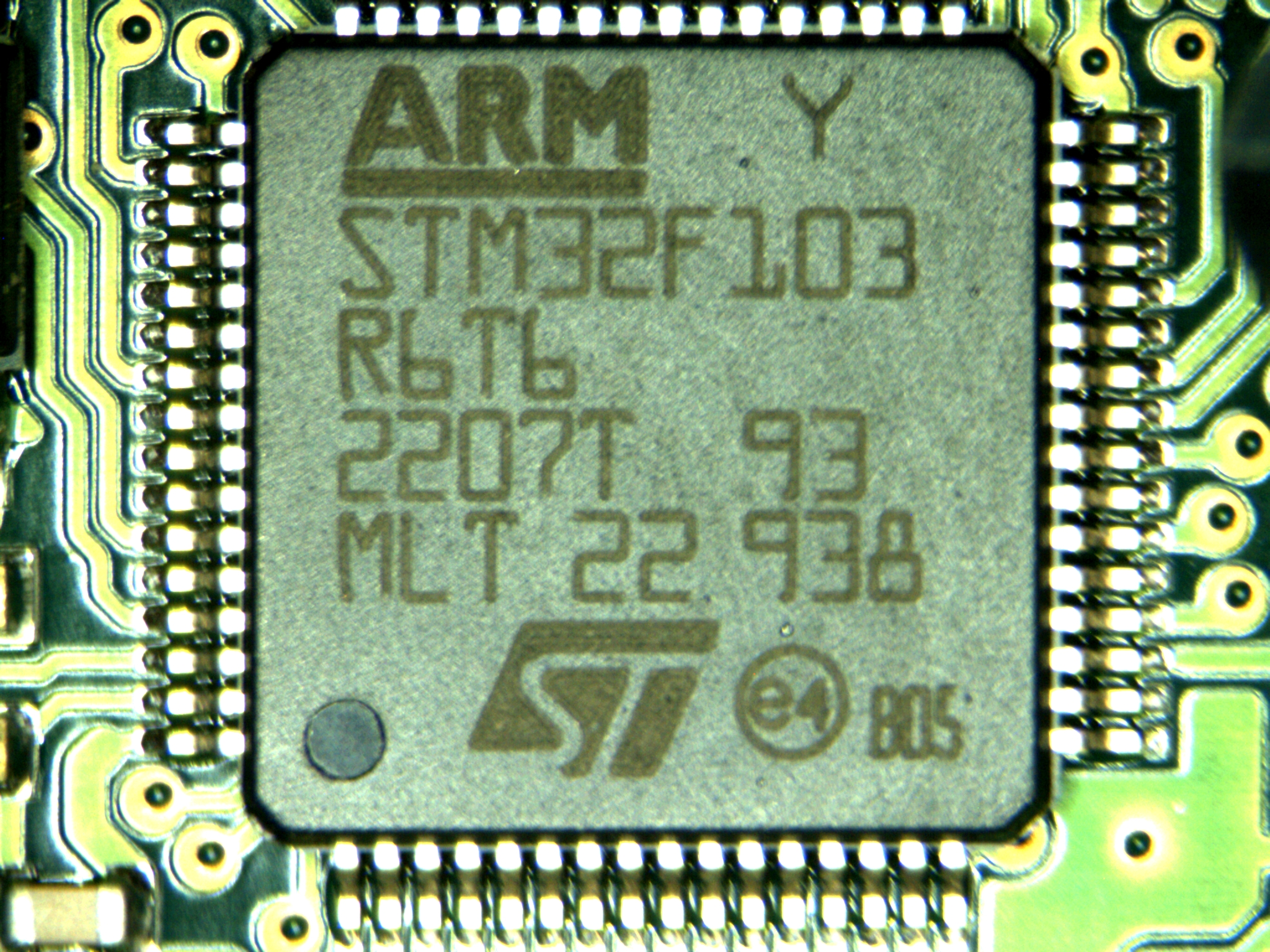
ریزکنترل گر stm32f103

| طراح                | اس‌تی‌مایکروالکترونیکس                                                     |
| سرعت کلاک           | از ۲۴ تا ۴۰۰ مگاهرتز                                                     |
| معرفی شده           | ۲۰۰۷                                                                     |
| معماری ریز پردازنده | ARM Cortex-M7F ARM Cortex-M4F ARM Cortex-M3 +ARM Cortex-M0 ARM Cortex-M0 |

## بردهای توسعه
در حال حاضر اس‌تی‌مایکروالکترونیکس بردهای توسعهٔ مختلفی را برای سری اس تی ام ۳۲ عرضه می‌کند؛ از جمله:

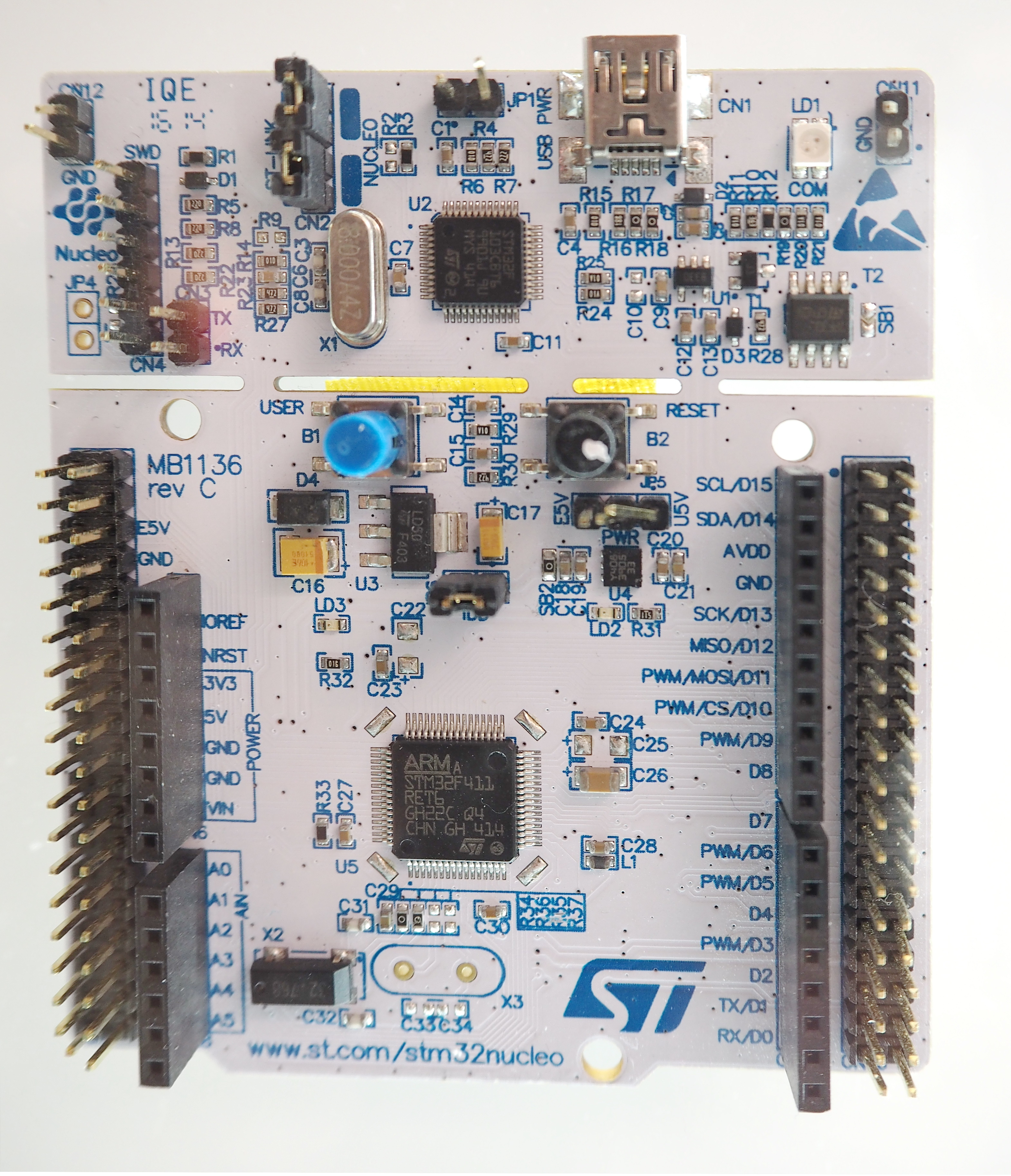
برد نوکلئو

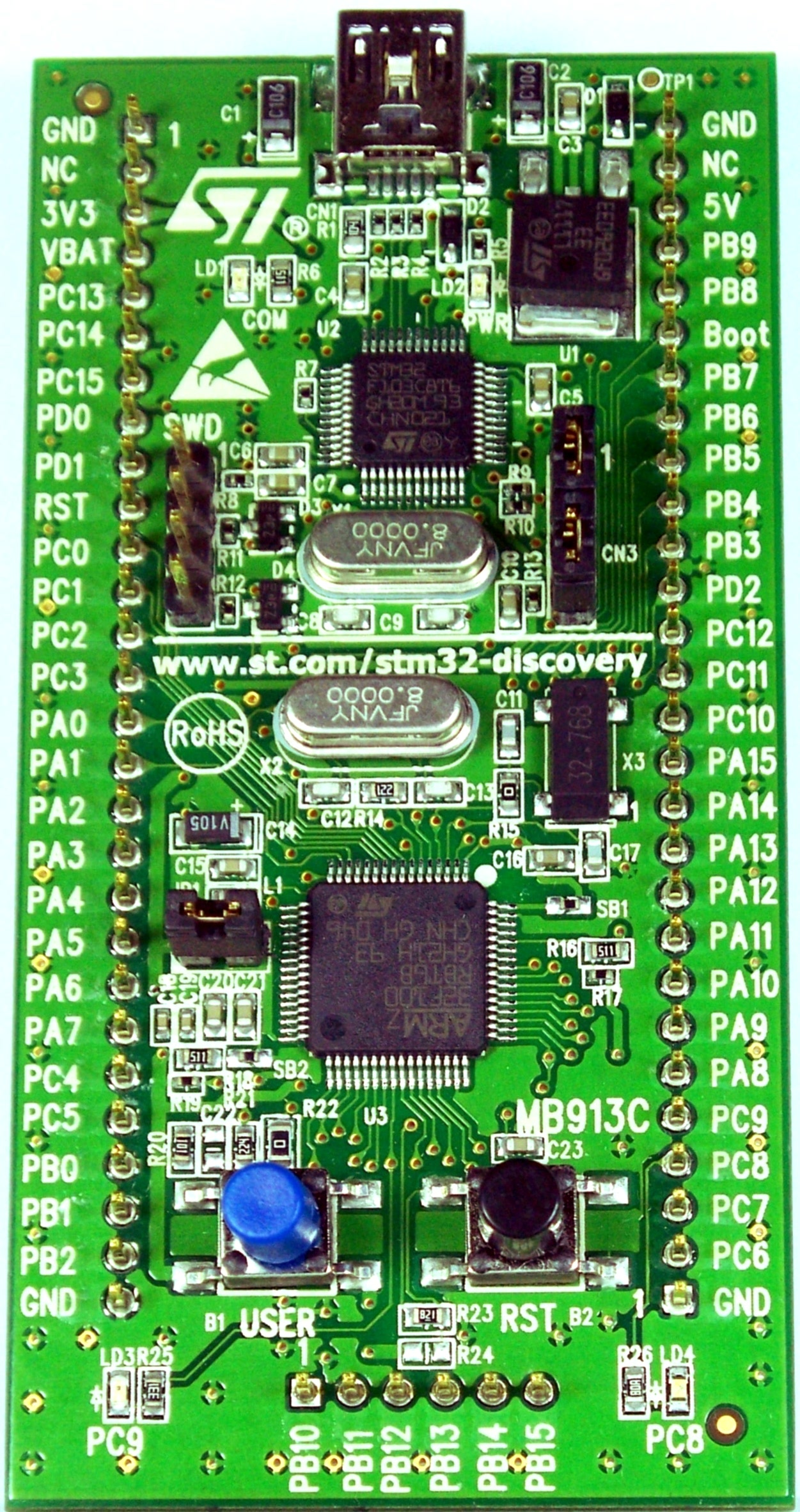
برد دیسکاوری

1. بردهای نوکلئو
2. بردهای دیسکاوری
3. بردهای ارزیابی

## کامپایلر ها
یکی از نرم افزار هایی که برای ایجاد کد ویزارد و تولید اولیه کد از ان میتوان استفاده نمود نرم افزار STM32CubeMX می باشد .